# Domenico Santoro (storico)
Domenico Santoro (Altamura (probabile), ... – Altamura (probabile), dopo il 1688) è stato uno storico, giurista e medico italiano.
È noto principalmente per avere scritto il libro Descrizione della città di Altamura (1688), la quale, seppur con i suoi limiti, rappresenta una delle prime monografie complete della storia di Altamura. 
Nella suddetta opera l'autore fornisce preziose informazioni sulla storia e la vita di Altamura, forse attingendo a volte da documenti oggi andati perduti. L'opera è stata poi ripresa, se non addirittura ricopiata, anche da storici postumi, come il sacerdote D. Vitangelo Frizzale. Il limite forse più evidente è la mancanza di un'analisi critica delle fonti, e la commistione di storia e leggenda, come Ottavio Serena  fece notare.

## Biografia
Si possiedono scarse informazioni sulla sua vita. Stando a quanto riportato da Tommaso Berloco, era un giurista e apparteneva a una famiglia nobile altamurana originaria di Caserta. Secondo ricerche più recenti, sarebbe stato invece un medico (allora chiamato "dottor fisico"). Ha l'indubbio merito storiografico di aver trascritto, divulgato e in tal modo preservato, attraverso l'opera Descrizione della città di Altamura (1688) (unica a noi nota), notizie storiche che altrimenti sarebbero andate perdute. Gli è stata intitolata una strada nella città di Altamura. 
Cesare Orlandi, nella sua opera Delle Città d'Italia (1770) cita un tal Giovanni Donato, anch'egli giurista altamurano e ben più noto di Domenico Santoro. Lo storico locale Tommaso Berloco ipotizza che sia stato citato per rendere omaggio alla fonte di informazioni che Cesare Orlandi riporta, suggerendo che Giovanni Donato stesso possa aver scritto l'opera sotto lo pseudonimo Domenico Santoro. Un'altra ipotesi dello stesso Tommaso Berloco è che Giovanni Donato fosse un parente di Domenico Santoro.
L'edizione originale della sua opera, così come le successive, sono andate perdute. Il manoscritto pervenuto risale al 1800 o agli inizi del 1900 e, pur riportando fedelmente il testo originario, contiene alcuni errori di copiatura, correzioni e aggiunte posteriori.

### Opere
- Domenico Santoro, Descrizione della città di Altamura[collegamento interrotto], 1688.